# Laguna Miscanti
Laguna Miscanti ist ein Salzsee in den Anden in Nord-Chile.

## Beschreibung
Die Laguna Miscanti gehört zur Kommune San Pedro de Atacama in der Región de Antofagasta im Norden von Chile. Der See liegt auf 4140 m Höhe in der Puna der Anden am Fuß des Vulkan Miscanti (5622 m). Er befindet sich in der Senke eines abflusslosen Wassereinzugsgebiets. Sein Wasser erhält er im Wesentlichen durch Grundwasserzuflüsse aus den umliegenden Bergen. Ein Teil des Wassers versickert zur nahe gelegenen Laguna Miñiques.
Der See gehört als wichtiges Biotop zum Nationalreservat Los Flamencos. An seinen Ufern nisten Flamingos und die seltene Entenart Tagua Cornuda. Wegen seiner landschaftlichen Schönheit ist er Ausflugsziel für viele tausend Touristen jährlich.
Sedimentuntersuchungen zeigten, dass sich dort vor 22.000 Jahren ein Paläosee gebildet hat. Dieser trocknete unter den extrem trockenen Bedingungen des letzten Glazialen Maximums vor 18.000 Jahren aus. Vor 12.000 bis 8.000 Jahren bildete sich ein Gletschersee. Das Klima war wesentlich feuchter als heute und es konnte sich eine relativ dichte Vegetation in der Umgebung ausbilden. Im Mittelholozän war das Klima meist extrem trocken. So war der See bis vor etwa 3.600 Jahren flach und hypersalin und trocknete mehrfach aus. Seit etwa 3000 Jahren herrschen die gegenwärtigen Bedingungen vor.

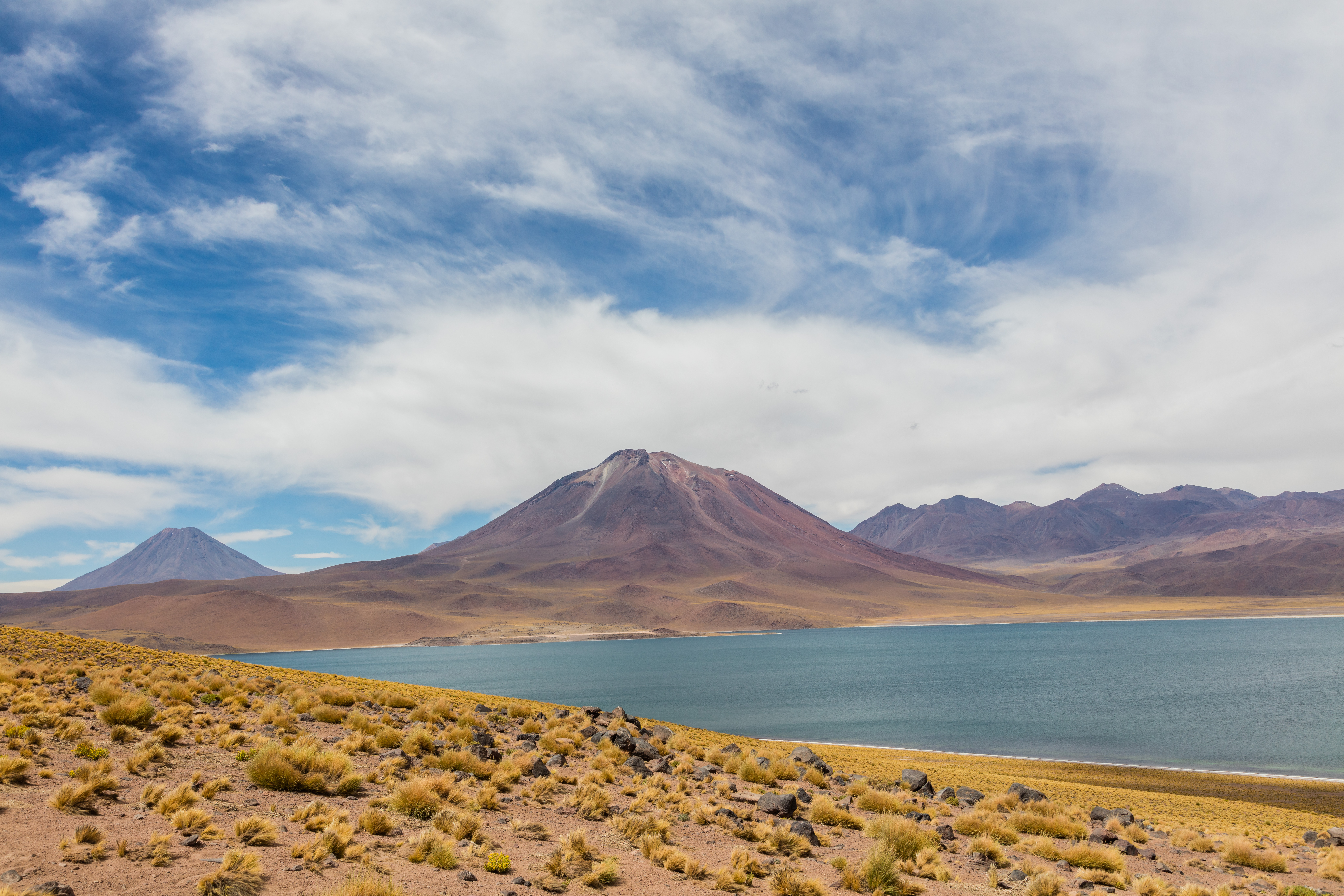
Der Krater des Vulkan Miscanti ist etwa 6 km entfernt vom See.
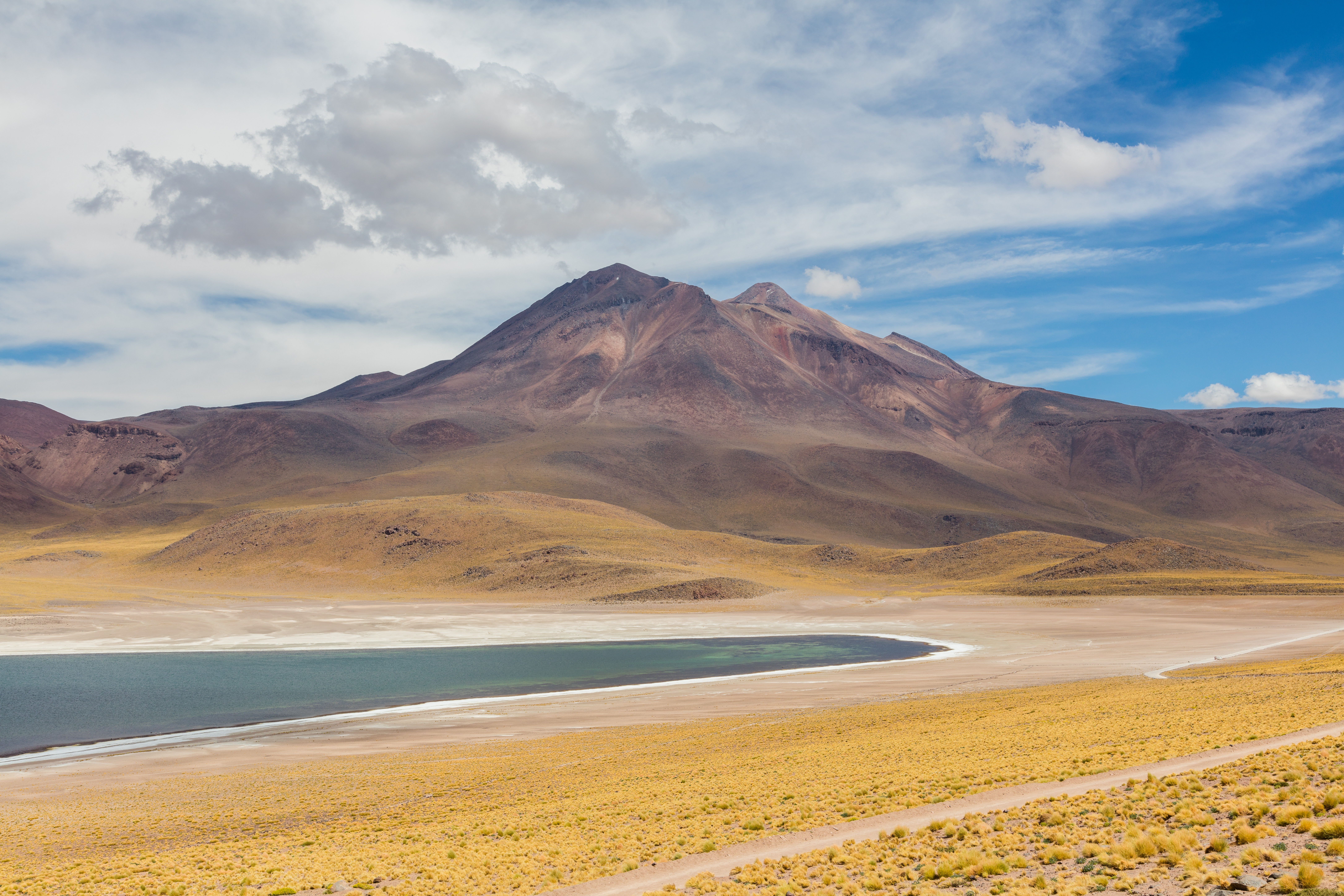
Vulkan Meñiques. Links die Laguna Miscanti. Der weiße Streifen rechts gehört zum Ufer der benachbarten Laguna Meñiques

.